# Gymnodamaeus subalpinus
Gymnodamaeus subalpinus är en kvalsterart som först beskrevs av Adilson D. Paschoal 1983.  Gymnodamaeus subalpinus ingår i släktet Gymnodamaeus och familjen Gymnodamaeidae. Inga underarter finns listade i Catalogue of Life.